# Henri Ghéon

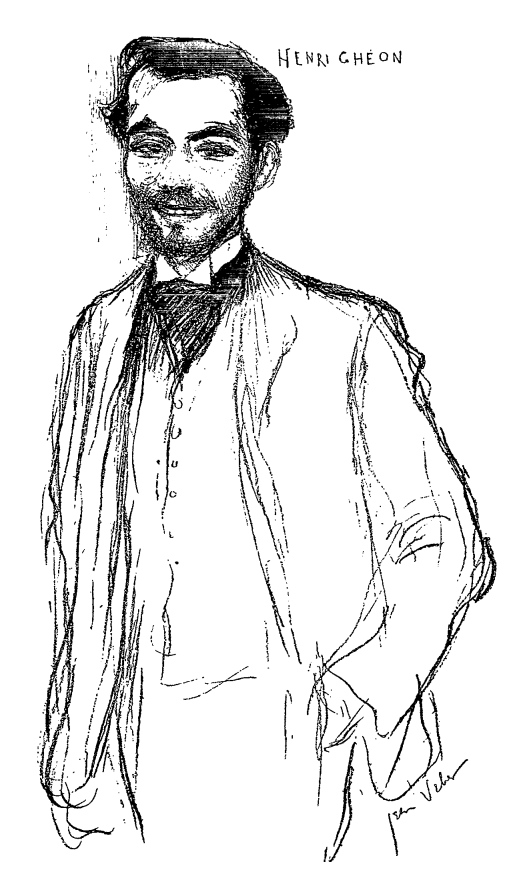
Henri Ghéon

Henri Léon Vangeon (Bray-sur-Seine, Seine-et-Marne, 15 maart 1875 - Parijs, 13 juni 1944), als auteur bekend onder de naam Henri Ghéon, was een Franse arts en schrijver, dichter, toneelschrijver en literair criticus.

## Levensloop
Hij was een zoon van apotheker Alphonse Antoine Vangeon en van Paméla Noémie Petit. Na middelbare studies in Sens studeerde hij geneeskunde in Parijs. Parallel hiermee publiceerde hij poëzie, die geprezen werd door onder meer Francis Jammes en Stéphane Mallarmé, evenals literaire kritiek in tijdschriften die tot de avant-garde behoorden.

## Ghéon en Gide
Medewerker geworden van Le Mercure de France schreef hij er in 1897 een essay over het werk van André Gide. De directeur van het tijdschrift, Alfred Vallette, bracht hem in contact met Gide en het werd een onmiddellijke vriendschap. Gide werd zijn literaire gids en weldra zijn intieme vriend. Volgens Alan Sheridan, een van de biografen van Gide, was Ghéon de meest nabije vriend van Gide en zijn vaste compagnon bij zijn homoseksuele avonturen. Ghėon schreef een militante tekst ten gunste van de homoseksualiteit La Vie secrète de Guillaume Arnoult, die een van de inspiraties werd voor Gides Corydon.
Dankzij Gide werd Ghéon directeur van het tijdschrift L'Ermitage, hij was in 1908 een van de medestichters van  La Nouvelle Revue française en een van de directieleden van de Association du Foyer de l’abbaye de Royaumont. Gepassioneerd door het theater, werd Ghéon een van de stichters van het Théatre du Vieux-Colombier.

## Bekeerling
Tijdens de Eerste Wereldoorlog was Ghéon als vrijwilliger legerarts aan het front in België. Met Kerstmis 1915 vond hij het geloof van zijn jeugdjaren terug en werd er een standvastige verdediger van. Hij deed het relaas van die bekering in L'Homme né de la guerre. Voortaan stelde hij zijn schrijverschap in dienst van de Kerk en van het apostolaat. In 1922 werd hij lid van de Derde Orde van dominicanen onder de naam Broeder Pierre-Dominique. Na zijn dood werd hij bijgezet op de Parijse grondconcessie toebehorend aan de dominicanen.
Hij werkte mee aan het tijdschrift La Revue fédéraliste en steunde het theatergezelschap Les compagnons de Notre-Dame. Wat betreft zijn toneelwerken, schreef hij veel stukken bestemd voor uitvoering in openlucht. Hij liet zich hierbij vaak inspireren door middeleeuwse mysteriespelen. Het werden er een honderdtal, waarvan sommige groot succes kenden, zoals Saint-Laurent des fleuves (1938), een openluchtspel in Quebec dat tweehonderdduizend toeschouwers aantrok.

## Publicaties

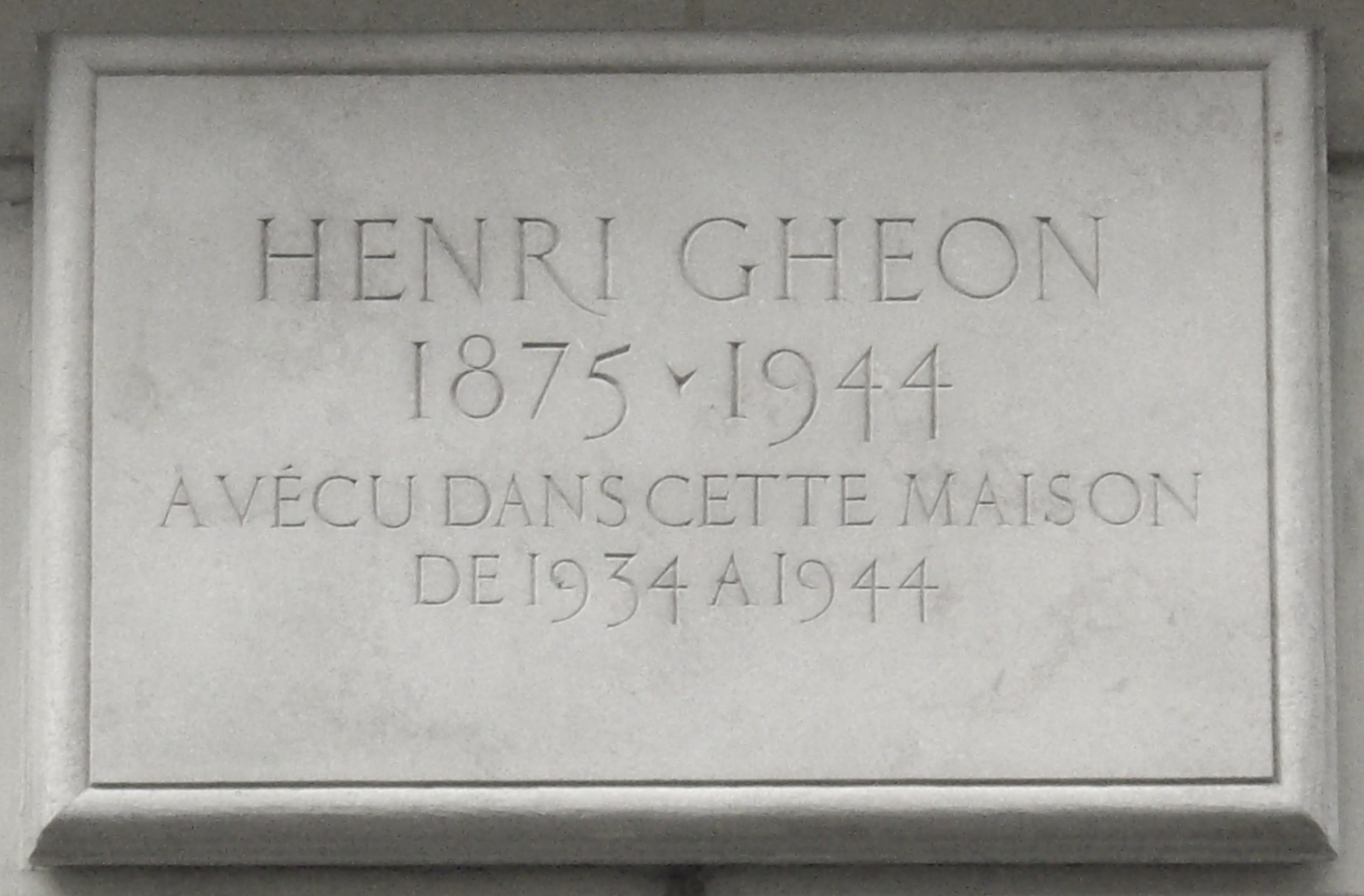
Herdenkingsplaat aan de woning van Henri Ghéon, 68, Rue Saint-Didier in Parijs

- Chansons d'abe, Parijs, Mercure de France, (1897)
- La Solitude de l'été. Les campagnes simples (1897)
- La Vie secrète de Guillaume Arnoult
- Le Pain. Tragédie populaire en 4 actes et 5 tableaux (1912)
- Foi en la France, poèmes du temps de guerre per patriam ad dominum (1916)
- L'Homme né de la guerre (1916)
- Jeux et miracles pour le peuple fidèle (1922)
- Partis Pris. Réflexions sur l'art littéraire (1923)
- La Bergère au pays des loups (1923)
- Les Trois Miracles de Sainte Cécile (1923)
- La Merveilleuse Histoire du jeune Bernard de Menthon. En trois journées et un épilogue (1924)
- Le Triomphe de Saint Thomas d'Aquin (1924)
- Le Comédien et la grâce, pièce d'après la vie de Saint Genès (1925)
- Sainte Thérèse de Lisieux
- La Parade du Pont du diable d'après la légende de Saint Kado (1926)
- Les Trois Sagesses du vieux Wang (1927)
- Demos esclave et roi (1927)
- La Fille du sultan et le bon jardinier, conte en trois tableaux d'après une chanson flamande (1928)
- Les Jeux de l'enfer et du ciel (1929)
- La Vieille Dame des rues (roman), Fkammarion (1930)
- Sainte Anne d'Auray (1931)
- Épiphanie ou le voyage des trois rois (1931)
- Promenades avec Mozart, l'homme, l'œuvre, le pays (1932)
- Le Saint Curé d'Ars (1928)
- Le Noël sur la place ou les enfances de Jésus (1935)
- Noêl ! Noël ! (1935)
- Le Pauvre sous l'escalier, trois Épisodes d'après la vie de saint Alexis
- Saint Jean Bosco
- Féerie le petit Poucet, impromptu en trois actes pour les enfants (1935)
- Les Détours imprévus (1937)
- La Quête héroïque du Graal, action romanesque et féerique en cinq parties et dix tableaux (1938)
- Saint-Laurent des fleuves (1938)
- Marie, Mère de Dieu (1939)
- Judith. Œdipe ou le crépuscule des dieux
- L'Art du théâtre
- Dramaturgie d'hier et de demain
- Saint Martin de Tours (1941)
- Sainte Claire d'Assise (1944)
- Les Jeux de l’enfer et du ciel
- La Cathédrale Incendiée, muziek door Albert Alain